# Maria Nguyen-Nhu
Maria Nguyen-Nhu (vietnamesisch Nguyễn-Nhu; * 6. November 1976 in Witten, Deutschland) ist eine deutsche Konzertveranstalterin und DJ für klassische Musik.

## Leben
Maria Nguyen-Nhu studierte an der Hochschule für Musik und Theater München mit Diplom-Abschlüssen 2006 als Klavierpädagogin, Klavier-Solistin und Musikjournalistin. 2002 bis 2004 studierte sie außerdem am Real Conservatorio Superior de Música de Madrid, gefördert mit einem Stipendium des spanischen Kulturministeriums.
2009 gründete sie in München die Veranstaltungsreihe „Klassik im Club“, bei der Klassik-Musiker wie die Münchner Philharmoniker in Clubs auftraten und ein jüngeres Publikum erreichen sollten. Der 2019 geschlossene Techno-Club Bob Beaman war wiederholt Austragungsort der „Klassik im Club“-Konzerte. Mit dem „Orchesterclub“ startete sie im Mai 2013 eine ähnliche Reihe in Nürnberg.
Sie war Kuratorin des Festivals „Classical Next Level“, wo sie auch unter ihrem DJ-Namen Dan-Thanh auftrat.
Seit 2016 ist sie DJ für klassische Musik in der wöchentlichen Hörfunksendung WDR 3 Klassik Klub. In der Sendung legen wechselweise drei DJs hundert Minuten lang Musik am Stück auf. Komponisten, Stücke und Interpreten werden nicht genannt, und Überlappungen, das Ineinandermixen der Tracks sind erlaubt, um Übergänge zu schaffen.